# Пастух (рассказ)
«Пастух» ― рассказ русского советского писателя Михаила Александровича Шолохова, написанный в 1925 году.

## Публикации
Рассказ «Пастух» впервые опубликован в «Журнале крестьянской молодёжи», 5 февраля 1925 г., № 2. Входил в авторские сборники «Донские рассказы», изд. «Новая Москва», М. 1926 и «Лазоревая степь. Донские рассказы», вышедший в «Московском товариществе писателей» в 1931 году.
Николай Тришин, бывший главный редактор «Журнала крестьянской молодёжи» вспоминал:
Это было давно… Шёл январь 1925 года. В эти дни мне довелось быть свидетелем того, как зачиналась удивительная  литературная биография одного двадцатилетнего «паренька от сохи» ― фигурально выражались тогда о крестьянской молодёжи. В один из январских дней 1926 года в нашей редакционной комнате на Воздвижение, где помещалось издательство «Крестьянской газеты», было по обыкновению шумно, тесно, дымно. Многочисленные безусые авторы сидели на подоконнике и на столах, спорили, читали вслух стихи и рассказы ― готовился очередной, февральский номер «Журнала крестьянской молодёжи»… 
… Но в тот момент наше внимание было отвлеченно ещё одним вошедшим ― в комнате появился незнакомый паренёк в солдатской шинели, видавшей виды серой папахе, слегка сдвинутой набекрень, в простых сапогах. Парень был невысок и очень юн. 
Полагая, что это один из селькоров, прибывших в Москву, заведующий отделом юнселькоров Василий Кудашев усаживает паренька к столу:
― Садись, товарищ, рассказывай, с чем прибыл.
Не слышал, о чём они говорили, только видел, что парень в шинели поднялся, козырнул Кудашеву и вышел.
На следующий день Вася Кудашев принёс мне рассказ, написанный от руки чётким почерком:
― Читай. По-моему, здорово!
Читаю заголовок: «Пастух». По мере чтения передо мной зримо встают пейзажи Придонья: знойная степь с висящими в небе ястребами, звоном кузнечиков, хутора в вербах и садах… Знакомая картина, которая уже стала тускнеть в памяти за эти три городской жизни. Ведь точно, в этих местах, на юге Калачевского уезда Воронежской губернии, граничащих с казачьими станицами, я провёл 1920 и 1921 годы. Там мы, комсомольцы, работали комбедах, дрались с бандитами Колесникова, Маруси, Курочкина и прочими. В рассказе поражали цепкий взгляд автора, необычайная образность и колоритный язык. Дочитывая рассказ, смотрю на подпись автора: М. Шолохов.
― Ну как? ― спрашивает Вася Кудашев.
― Хорошо! Дадим в номер. А кто этот Шолохов?
― Живёт в Москве, в Огарёвом переулке. Печатал фельетоны в газетах, мостил мостовые, работал грузчиком, счетоводом в жилуправлении, пишет рассказы. Ты почитай ― какие рассказы!

… С этих пор Шолохов стал часто бывать в редакции, за короткое время… опубликовали «Пастух», «Алёшкино сердце», «Калоши», «Кривая стежка», «Жеребёнок».

## Сюжет
В центре рассказа «Пастух» судьба станичного комсомольца Григория Фролова и его сестры Дунятки, сирот, нанятых «миром» пасти телят на отводе в степи. Герой мечтает об учёбе в городе, «чтобы уметь управлять нашевской республикой». Остро реагирующий на несправедливость, связанную с пределом земли («…как только кому из бедных достаётся добрая полоса, так зачинают передел делать»), он пишет заметку в окружную газету, а в финале произведения гибнет от рук станичного председателя, зятя местного богатея. Дунятка, помня о мечте брата, уходит в город учиться.

## Станица Каргинская
По сообщению писателя Георгия Яковлевича Сивоволова, в рассказе описаны станица Каргинская и её окрестности:
Хотя автор рассказа не называет хутор, в котором происходят события, мы легко угадываем, что этот хутор относится к Каргинской станице и находится неподалёку от неё. В четырёх верстах к югу от станицы на бывшем станичном отводе и поныне находятся два невысыхающих пруда. Вероятно всего около них пастухи и остановились с табуном телят: корм вокруг и рядом пруды для водопоя. С бугра по дороге в станицу Григорий увидел колокольню Каргинской церкви, первые курени, крытые жестью и соломой. По ближнему проулку спустился на площадь к поповскому дому. В двадцатые годы в доме попа Виссариона находился комсомольский клуб, там комсомолята собирались, проводили свои собрания, ходили на политзанятия.

## Отзывы
Первый отзыв на произведение был напечатан также в «Журнале крестьянской молодёжи»:
Рассказ "Пастух" насыщен богатым жизненным содержанием. Сколько в нём картин, описаний и действующих лиц! Перед нами проходят: пастух Григорий, сестра его Дунятка, секретарь комсомола Политов, кузнец Тихон, бережно кладущий за пазуху исписанные углём листья кукурузы, кулак Игнат; мы видим яркие картины степи, мора, деревенского собрания, зверского убийства Григория. Отдельные части рассказа Шолохова сшиты, крепко сколочены, взаимно дополняют друг друга.
Л. И. Щеблыкина писала об элементах романтизма в произведении:
В рассказе "Пастух" брат и сестра, оставшиеся без поддержки родителей, один на один с суровой действительностью, мечтают о том, чтобы уехать учиться. У них явно романтическое представление о городе, о комсомольских ячейках... Сейчас эти настроения могут показаться наивными, но их надо рассматривать в контексте эпохи и конкретных условий, в которых действуют герои. Автор, безусловно, симпатизирует им, не сглаживая трагедию событий, подчёркивает в этих людях силу и стойкость к лучшему, справедливому, светлому, доброму началу.

## Персонажи
- Григорий Фролов ― главный герой рассказа, комсомолец, пастух, 19 лет. Мечтает поступить на рабфак. Пишет в «Красную правду» о неправильном разделе земли в хуторе, в финале погибает от рук местных богатеев.

- Дед Артёмыч ― житель хутора, хозяин одной из сдохших тёлок.

- Дуня ― сестра главного героя Григория Фролова, подпасок, 17 лет. После смерти брата уходит в город учиться.

- Зять Михея Нестерова ― безымянный персонаж, новый председатель исполкома. Убийца Григория Фролова.

- Игнат ― житель хутора, мельник, кулак.

- Кузнец Тихон ― житель хутора, хозяин одной из тёлок. Рассказывает Григорию о положении в хуторе и берётся передать его статью в газету «Красная правда».

- Михей Нестеров ― житель хутора, кулак.

- Политов ― секретарь станичной комсомольской ячейки, друг Григория Фролова.

- Председатель исполкома ― безымянный персонаж, инициирует наём в пастухи Григория Фролова. Смещён с должности кулаками.

- Сын мельника Игната ― безымянный персонаж, участник убийства Григория Фролова.

## Адаптации
В 1957 году на киностудии «Мосфильм» по рассказу «Пастух» Михаила Шолохова был снят одноимённый короткометражный художественный фильм. Режиссёр-постановщик и сценарист И. Л. Бабич под руководством Г. Л. Рошаля. Специальный диплом 9-го МКФ документальных, научно-популярных и короткометражных фильмов в Венеции «За плавность и драматический характер повествования, за высокие художественные качества» (1958).